# Augusta FitzClarence
Augusta FitzClarence (Londres, 17 de noviembre de 1803-ibidem, 8 de diciembre de 1865), también conocida por su nombre de casada Lady Augusta Gordon, fue una mujer de la nobleza británica. Nacida como la quinta hija ilegítima de Guillermo IV del Reino Unido (entonces duque de Clarence y St Andrews) y su amante Dorotea Jordan, creció en su residencia Bushy House en Teddington. Augusta tenía cuatro hermanas y cinco hermanos, todos de apellido FitzClarence. Poco después de que su padre se convirtiera en monarca, los hijos de FitzClarence fueron elevados al rango de los hijos menores de un marqués.
En 1827, Augusta se casó con John Kennedy-Erskine, hijo menor del decimotercer conde de Cassilis. Tuvieron tres hijos antes de que él muriera en 1831. Cinco años más tarde, se casó con Lord Frederick Gordon, el tercer hijo del noveno marqués de Huntly. Después de la muerte de su hermana Sofía en 1837, Augusta fue nombrada ama de llaves estatal del Palacio de Kensington por su padre. Fue madre de la novelista Wilhelmina FitzClarence, condesa de Munster.

## Familia y primeros años de vida

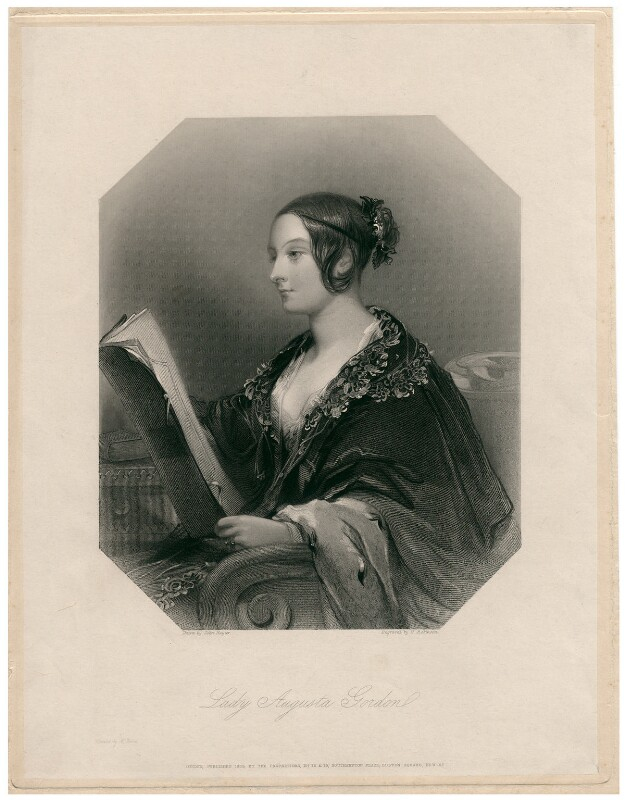
Lady Augusta Gordon Hallyburton ne Fitzclarence por John Henry Robinson (1839).

Augusta FitzClarence nació en Bushy House, Teddington, el 17 de noviembre de 1803 como la cuarta hija del príncipe Guillermo, duque de Clarence y St. Andrews, y su amante de mucho tiempo, la famosa actriz Dorotea Jordan. Dorotea fue la actriz más exitosa de su época y continuó actuando en el escenario durante su relación. Augusta tenía nueve hermanos de la relación, cuatro hermanas y cinco hermanos, todos de apellido FitzClarence. Si bien las circunstancias impidieron que la pareja se casara, durante veinte años Guillermo y Dorothea disfrutaron de estabilidad doméstica y se dedicaron a sus hijos. En 1797, se mudaron de Clarence Lodge a Bushy House, residiendo en la residencia de Teddington hasta 1807. Augusta nació allí.
La hija de Augusta, Wilhelmina, escribiría más tarde que Bushy era «un hogar feliz y amado» hasta que «llegó a su fin» con el matrimonio del príncipe Guillermo con la princesa Adelaida de Sajonia-Meiningen en 1818. Él y Dorotea se separaron en diciembre de 1811 bajo una escritura de separación, el endeudado duque deseando asegurar una esposa rica. A Dorotea se le concedieron 4400 libras esterlinas y la tarea de cuidar a sus hijas; A Guillermo se le permitió visitar a sus hijos hasta que cumplieron trece años. Ella dejó Bushy en enero de 1812. Sin embargo, el dinero no fue suficiente para cubrir sus deudas. Dorotea continuó actuando en el escenario después de su partida. En 1815, se mudó de Londres a Boulogne, Francia, para evadir a sus acreedores. El 5 de julio de 1816, murió allí sola. Sufría de mala salud y poseía poco dinero, habiendo derrochado la mayor parte en su hija mayor Frances (engendrada por otro hombre).
La madrastra de Augusta, Adelaida, fue amable y amorosa con los niños FitzClarence. En 1818, Augusta y sus hermanos recibieron una pensión de £ 500, y Augusta recibió su propia versión de un escudo real, con un «bastón azul siniestro cargado con un ancla entre dos rosas». En 1819, el barón Franz Ludwig von Bibra, un hombre alemán con conocimiento de los clásicos y del inglés, fue contratado para ser tutor de las dos hijas menores de FitzClarence. Se fue en 1822 al terminar su educación. En junio de 1830, el duque de Clarence sucedió a su hermano Jorge IV como rey Guillermo IV. Al año siguiente, nombró a su hijo mayor, Jorge, conde de Munster, y elevó a su descendencia con Jordan al rango de los hijos menores de un marqués. Con su padre ahora monarca, los FitzClarence asistían con frecuencia a la corte, pero su presencia enfureció a la duquesa de Kent, quien sintió que los FitzClarence serían una influencia corruptora para su hija, la princesa Victoria. El rey Guillermo amaba a sus hijos y se sentía ofendido por el trato que recibían de la duquesa, que salía de la habitación cada vez que entraban.

## Matrimonio con Kennedy-Erskine
El 5 de julio de 1827, Augusta se casó con John Kennedy-Erskine, hijo menor del decimotercer conde de Cassilis. Kennedy-Erskine sirvió como capitán con el 16.º regimiento de caballería ''16th The Queen's Lancers'' y fue nombrado palafrenero del rey Guillermo en 1830. Tuvieron tres hijos:
- William Henry Kennedy-Erskine (1 de julio de 1828 - 5 de septiembre de 1870); se casó con Catherine Jones en 1862 y tuvo descendencia, incluida la escritora escocesa Violet Jacob.
- Wilhelmina «Mina» Kennedy-Erskine (27 de junio de 1830[16] - 9 de octubre de 1906); se casó con William FitzClarence, segundo conde de Munster en 1855 y tuvo descendencia.
- Augusta Anne Millicent Kennedy-Erskine (11 de mayo de 1831 - 11 de febrero de 1895); se casó con James Hay Erskine Wemyss en 1855 y tuvo descendencia.

Augusta disfrutaba de la botánica y la costura. John heredó la finca de su abuelo materno de Dun en Forfarshire, y como su châtelaine, Augusta apareció en Great Houses of Scotland de Hugh Massingberd. John murió el 6 de marzo de 1831. Su hija menor, Millicent, nació póstumamente, ya que John murió varios meses antes de su nacimiento. En un acto considerado escandaloso, el rey Guillermo, aún al principio de su reinado, lamentó públicamente la muerte de su yerno.
Ahora viuda, Lady Augusta y sus hijos vivían en una «encantadora casa de ladrillos» en Railshead en el río Támesis. El rey Guillermo visitaba a menudo a su hija y sus nietos allí, y en un momento vino a consolar a Augusta cuando su pequeña hija Wilhelmina enfermó de fiebre. A menudo también visitaban al rey en el Castillo de Windsor. También tenían una casa en Brighton.

## Matrimonio con Gordon
El 24 de agosto de 1836, Lady Augusta se casó con Lord Frederick Gordon, el tercer hijo de George Gordon, IX marqués de Huntly. Gordon era un marinero profesional y se convertiría en Almirante de la Armada en 1868. Él y Augusta no tuvieron hijos sobrevivientes juntos.
Su residencia en Railshead estaba situada junto a una casa propiedad de los padres de John, quienes estaban enojados por el segundo matrimonio de Augusta y obligaron a Augusta y Frederick a irse. Augusta recurrió a su padre en busca de ayuda, y él le concedió apartamentos en el Palacio de Kensington y el puesto de ama de llaves estatal (en sustitución de su hermana Sofía, recientemente fallecida). Vivieron allí durante muchos años. En 1847, se embarcaron en un viaje de tres años por el continente, visitando Alemania, Francia e Italia. En 1850, volvieron al Palacio de Kensington y las hijas de Augusta debutaron en sociedad. Ambas hijas se casaron en 1855 en una boda doble, Wilhelmina con el segundo conde de Munster y Millicent con James Hay Erskine Wemyss.
Augusta murió en 1865. Su esposo sobrevivió a Augusta por doce años.